# شیر آمریکایی
شیر آمریکایی (نام علمی: Panthera atrox) که به نام‌های شیر آمریکای شمالی و شیر غارنشین آمریکایی نیز شناخته می‌شود، یک گونهٔ منقرض‌شده از پلنگیان است که در دورهٔ پلیستوسن و بین ۳۴۰٫۰۰۰ تا ۱۱٫۰۰۰ سال پیش بومی آمریکای شمالی بوده و برای دوره‌ای نزدیک به یک سوم میلیون سال زندگی می‌کرده است. بررسی‌های ژنتیکی نشان می‌دهند که این گونه رابطهٔ خویشاوندی نزدیکی با شیر غارنشین اوراسیایی (نام علمی: Panthera spelaea) داشته است. شیر آمریکایی حدود ۲۵٪ بزرگ‌تر از شیر امروزی (نام علمی: Panthera leo) بوده و از بزرگ‌ترین گربه‌سانان تاریخ به‌شمار می‌رود.

## اندازه‌ها

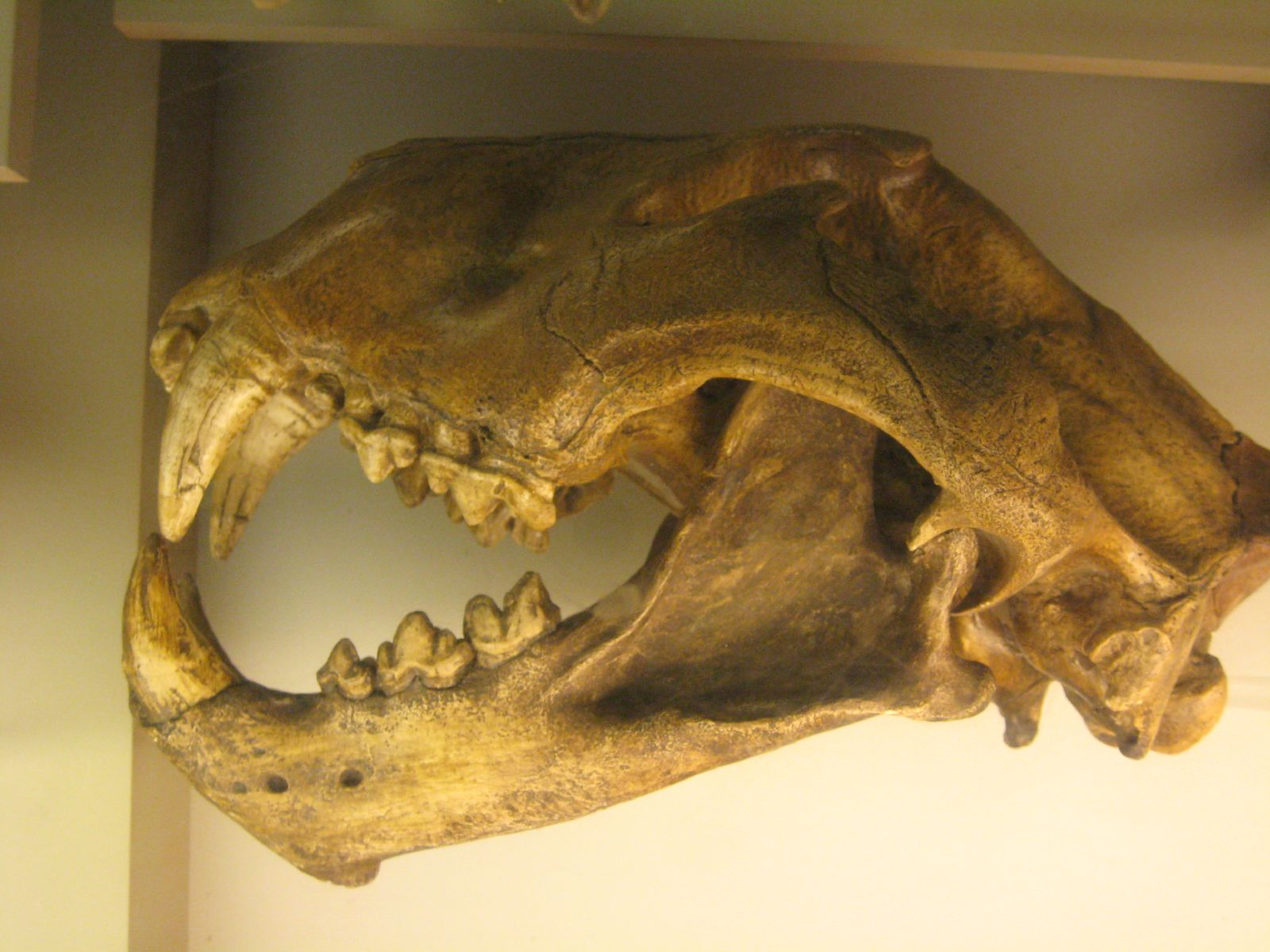
جمجمهٔ یک شیر آمریکایی در موزهٔ تاریخ طبیعی آمریکا

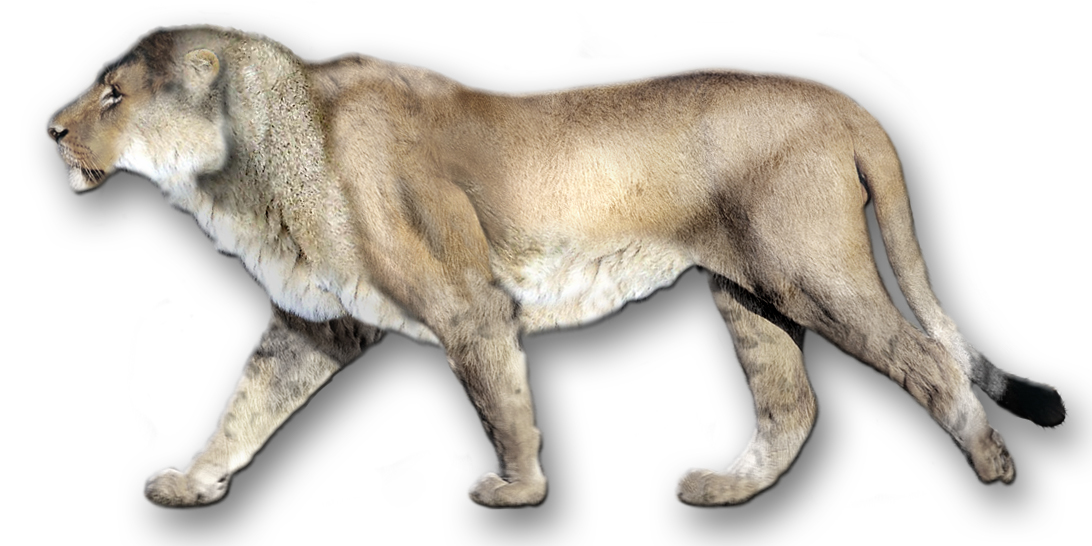
نگاره‌ای فرضی از پیکر شیر آمریکایی بر اساس سنگواره

طبق برآوردها طول شیر آمریکایی از نوک بینی تا پای دم حدود ۱٫۶ تا ۲٫۵ متر و ارتفاع آن تا شانه حدود ۱۲۰ سانتی‌متر بوده است؛ بنابراین این جانور از رقیب اصلی خود یعنی خرس کوتاه‌چهره کوچک‌تر بوده و کوچک‌تر از دیگر گربهٔ بزرگ پیشاتاریخی یعنی چاقودندان بوده است. در سال ۲۰۰۸ وزن این جانور را حدود ۴۲۰ کیلوگرم برآورد کردند. یک مطالعه در سال ۲۰۰۹ وزن شیرهای نر را به‌طور میانگین حدود ۲۵۶ کیلوگرم و برای بزرگ‌ترین نمونه حدود ۳۶۰ کیلوگرم اعلام کرد.